# Кириллов, Андрей Александрович (лыжник)
Андрей Александрович Кириллов  (род. 13 января 1967, п. Калиново, Невьянский район, Свердловская область, РСФСР, СССР) — советский и российский лыжник, бронзовый призёр чемпионата мира 1993 года в эстафете.

## Биография
Родился в 1967 году в посёлке Калиново Невьянского района Свердловской области.
Выпускник Сысертской детско-юношеской спортивной школы олимпийского резерва «Спартак», в которой работал старшим тренером и которую основал Яков Исакович Рыжков.
В сборной команде Свердловской области тренировался под руководством Кожевникова Николая Дмитриевича, с 1985 года член юношеской сборной команды СССР, тренер — Самохин Валентин Владимирович. С 1986 по 1987 член уже юниорской сборной команды, возглавляемой Чарковским Юрием Анатольевичем. С 1988 по 1994 включен в основной состав сборной команды СССР, а затем России, тренера соответственно Владимир Яковлевич Филимонов и Николай Петрович Лопухов. Закончил карьеру в 1994 году.
В настоящее время генеральный директор ООО «Кириллов», занимающейся дизайном и производством спортивной одежды для лыжников-гонщиков под собственным товарным знаком.

## Спортивные достижения
- бронзовый призёр в эстафете 4×10 км на чемпионате мира в Фалун (Швеция) в 1993 году.

Это первая медаль, завоеванная мужчинами в лыжных гонках за сборную России
- чемпион мира среди юниоров в эстафете 4×10 км на чемпионате мира в Лейк-Плесид (США) 1986 год.
- чемпион мира среди юниоров в эстафете 4×10 км на чемпионате мира в Асиаго (Италия) 1987 год.
- бронзовый призёр чемпионата мира среди юниоров на 15 км в Асиаго (Италия) 1987 год.
- первое место в эстафете 4×10 км на Кубке мира в Лахти (Финляндия) 1991 год.
- первое место в эстафете 4×10 км на Кубке мира в Валь Ди Фиемме (Италия) 1992 год.
- третье место в эстафете 4×10 км на Кубке мира в Кавголово (Россия) 1992 год.
- второе место в эстафете 4×10 км на Кубке мира в Давосе (Швейцария) 1993 год.
- пятое место в эстафете 4х10 км на Олимпийских Играх в Албервиле (Франция) 1992 год.
- пятое место в эстафете 4х10 км на Олимпийских Играх в Лиллехамере (норвегия) 1994 год.